# Rob Hornstra
Rob Hornstra (Borne, 14 maart 1975) is een Nederlands fotograaf.

## Biografie
Van 1994 tot 1998 studeerde Rob Hornstra Sociaal Juridische Dienstverlening aan de Hogeschool van Utrecht. Hij liep stage bij de reclassering in Utrecht en bleef er na zijn stage een korte periode werken. Vanaf 1999 studeerde hij Fotografische Vormgeving aan de Hogeschool voor de Kunsten Utrecht waar hij in 2004 cum laude afstudeerde. Tevens won hij in dat jaar de Photo Academy Award.
Sinds zijn afstuderen in 2004 werkt hij aan langlopende documentaire projecten in Nederland, IJsland en de voormalige Sovjet-Unie. Hij gaf drie fotoboeken uit. Naast zijn vrije werk doet hij foto-opdrachten voor kranten en tijdschriften. In 2006 richtte hij FOTODOK op, een internationale tentoonstellingsplek voor documentaire fotografie in Utrecht. In 2007 won hij de GD4PhotoART International Competition.
In 2009 startte hij samen met schrijver/filmmaker Arnold van Bruggen The Sochi Project, een vijf jaar durend project om de veranderingen te documenteren in de regio rond de Olympische stad Sotsji (Rusland). Het is het eerste journalistieke project in Nederland dat grotendeels wordt gefinancierd door private investeerders.

## Boeken
Rob Hornstra gaf drie fotoboeken uit in eigen beheer.
Zijn eerste boek Communism & Cowgirls (2004, afstudeerproject) handelt over de eerste generatie jongeren die opgroeide na de val van het communisme. Het boek verscheen in een oplage van 250 stuks. Daarmee werd Hornstra de eerste student op een kunstacademie die afstudeerde met een boek in oplage. Volgens een recent artikel in het Cultureel Supplement van NRC werd daarmee een 'stevige traditie' op kunstacademies ingezet.
Zijn tweede boek Roots of the Rúntur (2006) verscheen in een oplage van 500 exemplaren. De aanleiding voor dit boek vormde een opdracht van het International Photography Research Netwerk (IPRN) om het veranderde gezicht van IJsland te documenteren.
In 2007 en 2008 reisde Hornstra meerdere keren naar afgelegen plaatsen in de voormalige Sovjet-Unie. Dit resulteerde in zijn derde boek 101 Billionaires (2008). De titel verwijst naar het jaarlijstje met rijkste Russen dat wordt uitgegeven door het Russische Finans Magazine. Hornstra legde de keerzijde van deze medaille vast. Het boek verscheen in een oplage van 1.000 exemplaren en werd genomineerd voor verschillende internationale prijzen waaronder de New York Photo Awards en photo-eye Best Books 2008.
Drie maanden na de presentatie van het boek (op de dag dat Finans Magazine bekendmaakte dat het aantal Russische miljardairs was gedaald tot 49) was 101 Billionaires uitverkocht. Enkele maanden later verscheen een tweede (deels herziene) uitgave van het boek: 101 Billionaires: The Crisis Edition (oplage wederom 1.000 exemplaren).

## Tentoonstellingen (selectie)
- 2009, Flatland Gallery, Utrecht (solo)[6][7]
- 2009, Fotofestival Naarden, Naarden[8]
- 2008, Silverstein Photography Annual, New York, Verenigde Staten[9]
- 2008, GD4PhotoART Photography meets Industry, Bologna, Italië
- 2007, Side Gallery, Newcastle, Verenigd Koninkrijk (solo)
- 2007, Mills Gallery, Boston, Verenigde Staten
- 2006, National Museum, Reykjavik, IJsland (solo)
- 2006, GEM Museum of Contemporary Art, Den Haag
- 2006, De Balie, Amsterdam (solo)
- 2006, Folkwang Museum, Essen, Duitsland
- 2005, Galerie Fotohof, Salzburg, Oostenrijk (solo)

## Kunstcollecties
Het werk van Rob Hornstra bevindt zich in private en publieke kunstcollecties waaronder die van het Maison européenne de la photographie in Parijs. Zijn werk wordt vertegenwoordigd door Flatland Gallery NL / Paris.

## Kranten/tijdschriften
Artikelen met of over het werk van Rob Hornstra zijn gepubliceerd in nationale en internationale kranten en tijdschriften zoals de Volkskrant, Trouw, nrc.next, MetropolisM, Vrij Nederland, Aperture Magazine, Design Mind Magazine en GUP Magazine.
Voor kranten (o.a. de Volkskrant) en tijdschriften (o.a. Vrij Nederland) maakt Hornstra regelmatig fotoseries in opdracht.

## FOTODOK
Eind 2005 ontwikkelde Rob Hornstra plannen om een tentoonstellingsplek voor documentairefotografie op te richten en te vestigen in zijn woonplaats Utrecht. Begin 2006 werd de stichting FOTODOK ingeschreven bij de Kamer van Koophandel. Samen met onder anderen kunsthistorica en zelfstandig tentoonstellingsmaker Femke Lutgerink werkte hij de plannen rond FOTODOK verder uit. Dat leidde in september 2008 tot een omvangrijke Utrechtse fotomanifestatie rond het thema 'Hit the Road'. Onlangs werd bekendgemaakt dat Hornstra zijn werkzaamheden voor FOTODOK heeft beëindigd om zich weer volledig toe te kunnen leggen op zijn eigen fotografie.